# Conchez-de-Béarn
Conchez-de-Béarn (en béarnais Conchès ou Counchès) est une commune française, située dans le département des Pyrénées-Atlantiques en région Nouvelle-Aquitaine. Son nom occitan est Conchès.

## Géographie

### Localisation
La commune de Conchez-de-Béarn se trouve dans le département des Pyrénées-Atlantiques, en région Nouvelle-Aquitaine.
Elle se situe à 43 km par la route de Pau, préfecture du département, et à 36 km de Serres-Castet, bureau centralisateur du canton des Terres des Luys et Coteaux du Vic-Bilh dont dépend la commune depuis 2015 pour les élections départementales.
La commune fait en outre partie du bassin de vie de Garlin.
Les communes les plus proches sont : 
Tadousse-Ussau (1,8 km), Mont-Disse (2,0 km), Diusse (2,0 km), Cadillon (2,3 km), Saint-Jean-Poudge (2,5 km), Aurions-Idernes (2,6 km), Portet (4,0 km), Mascaraàs-Haron (4,4 km).
Sur le plan historique et culturel, Conchez-de-Béarn fait partie de la province du Béarn, qui fut également un État et qui présente une unité historique et culturelle à laquelle s’oppose une diversité frappante de paysages au relief tourmenté.

### Communes limitrophes
Les communes limitrophes sont  Cadillon, Diusse, Mont-Disse, Saint-Jean-Poudge et Tadousse-Ussau.
|                   | Diusse           |            |
| Tadousse-Ussau    | Conchez-de-Béarn | Mont-Disse |
| Saint-Jean-Poudge | Cadillon         |            |

### Hydrographie

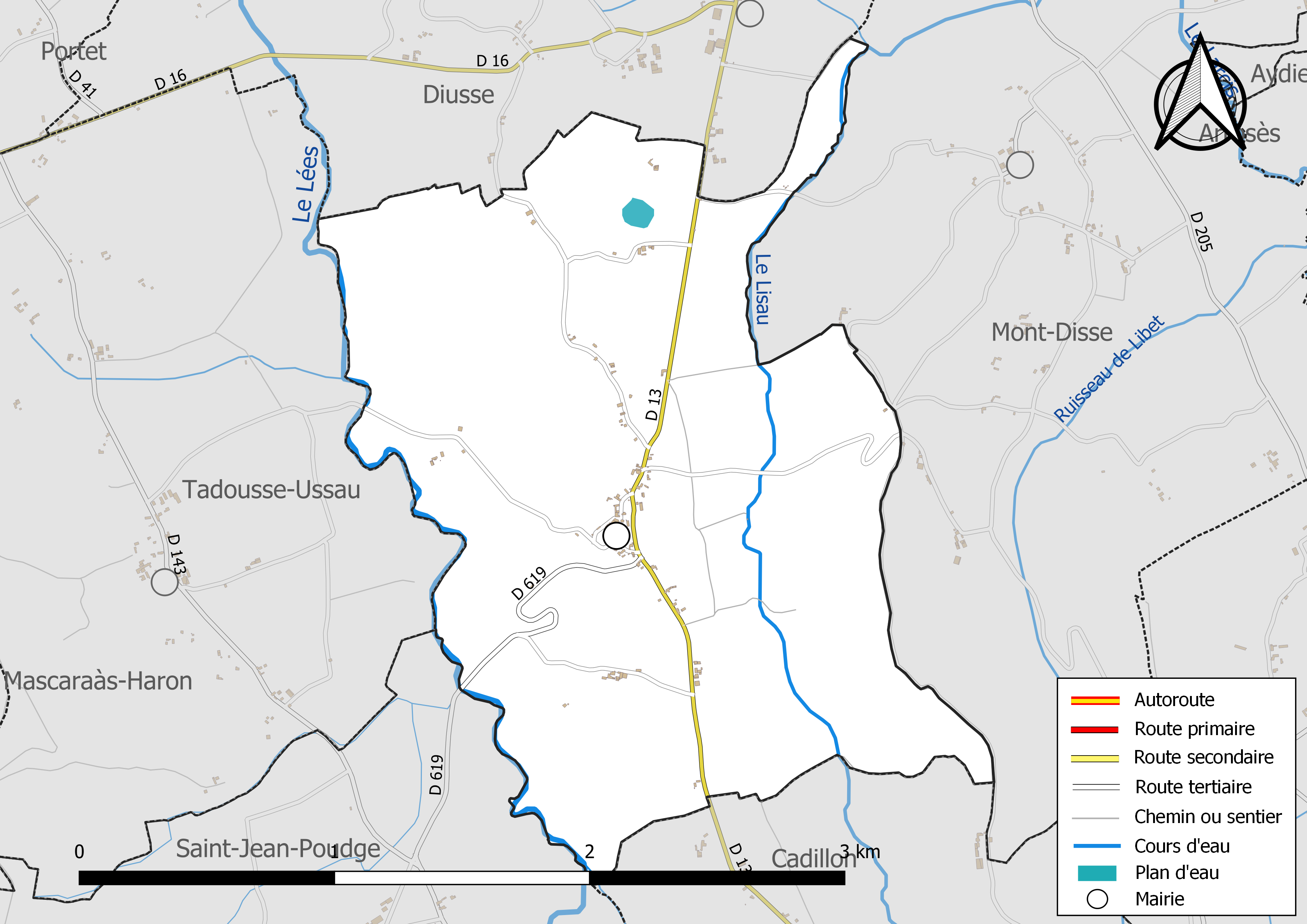
Réseaux hydrographique et routier de Conchez-de-Béarn.

La commune est drainée par le Léez, le Lisau et par deux petits cours d'eau, constituant un réseau hydrographique de 4 km de longueur totale,.
Le Léez (56 km) prend sa source dans la commune de Gardères, s'écoule du sud vers le nord et longe le territoire communal dans sa partie ouest, constituant la limite communale avec Saint-Jean-Poudge puis Tadousse-Ussau. Il se jette dans l'Adour à Barcelonne-du-Gers, après avoir traversé 31 communes.
Le Lisau, d'une longueur totale de 13,3 km, prend sa source dans la commune d'Escurès et s'écoule du sud vers le nord. Il traverse la commune et se jette dans le Larcis à Aubous, après avoir traversé 7 communes.

### Climat
Pour des articles plus généraux, voir Climat de la Nouvelle-Aquitaine et Climat des Pyrénées-Atlantiques.
Historiquement, la commune est exposée à un climat océanique aquitain.  
En 2020, Météo-France publie une typologie des climats de la France métropolitaine dans laquelle la commune est dans une zone de transition entre le climat océanique et le climat océanique altéré et est dans la région climatique Aquitaine, Gascogne, caractérisée par une pluviométrie abondante au printemps, modérée en automne, un faible ensoleillement au printemps, un été chaud (19,5 °C), des vents faibles, des brouillards fréquents en automne et en hiver et des orages fréquents en été (15 à 20 jours).
Pour la période 1971-2000, la température annuelle moyenne est de 13,3 °C, avec une amplitude thermique annuelle de 14,7 °C. Le cumul annuel moyen de précipitations est de 1 049 mm, avec 11,1 jours de précipitations en janvier et 7,6 jours en juillet. Pour la période 1991-2020, la température moyenne annuelle observée sur la station météorologique la plus proche, située sur la commune de Mont-Disse à 2 km à vol d'oiseau, est de 13,9 °C et le cumul annuel moyen de précipitations est de 1 010,8 mm,. Pour l'avenir, les paramètres climatiques de la commune estimés pour 2050 selon différents scénarios d’émission de gaz à effet de serre sont consultables sur un site dédié publié par Météo-France en novembre 2022.

### Milieux naturels et biodiversité

#### Espaces protégés
La protection réglementaire est le mode d’intervention le plus fort pour préserver des espaces naturels remarquables et leur biodiversité associée,.
Un  espace protégé est présent sur la commune : 
le « coteau de Lembeye », un terrain acquis (ou assimilé) par un conservatoire d'espaces naturels,, d'une superficie de 97,5 ha.

#### Réseau Natura 2000
Le réseau Natura 2000 est un réseau écologique européen de sites naturels d'intérêt écologique élaboré à partir des Directives « Habitats » et « Oiseaux », constitué de zones spéciales de conservation (ZSC) et de zones de protection spéciale (ZPS).
Un site Natura 2000 a été défini sur la commune au titre de la « directive Habitats » : les « coteaux de Castetpugon, de Cadillon et de Lembeye », d'une superficie de 220 ha, présentant des pelouses calcaires riches en orchidées et autres plantes rares régionalement, globalement bien conservées,.

#### Zones naturelles d'intérêt écologique, faunistique et floristique
L’inventaire des zones naturelles d'intérêt écologique, faunistique et floristique (ZNIEFF) a pour objectif de réaliser une couverture des zones les plus intéressantes sur le plan écologique, essentiellement dans la perspective d’améliorer la connaissance du patrimoine naturel national et de fournir aux différents décideurs un outil d’aide à la prise en compte de l’environnement dans l’aménagement du territoire.
Une ZNIEFF de type 2 est recensée sur la commune, : 
les « coteaux calcaires du Béarn » (461,36 ha), couvrant 20 communes du département.

## Urbanisme

### Typologie
Au 1er janvier 2024, Conchez-de-Béarn est catégorisée commune rurale à habitat très dispersé, selon la nouvelle grille communale de densité à sept niveaux définie par l'Insee en 2022.
Elle est située hors unité urbaine et hors attraction des villes,.

### Occupation des sols

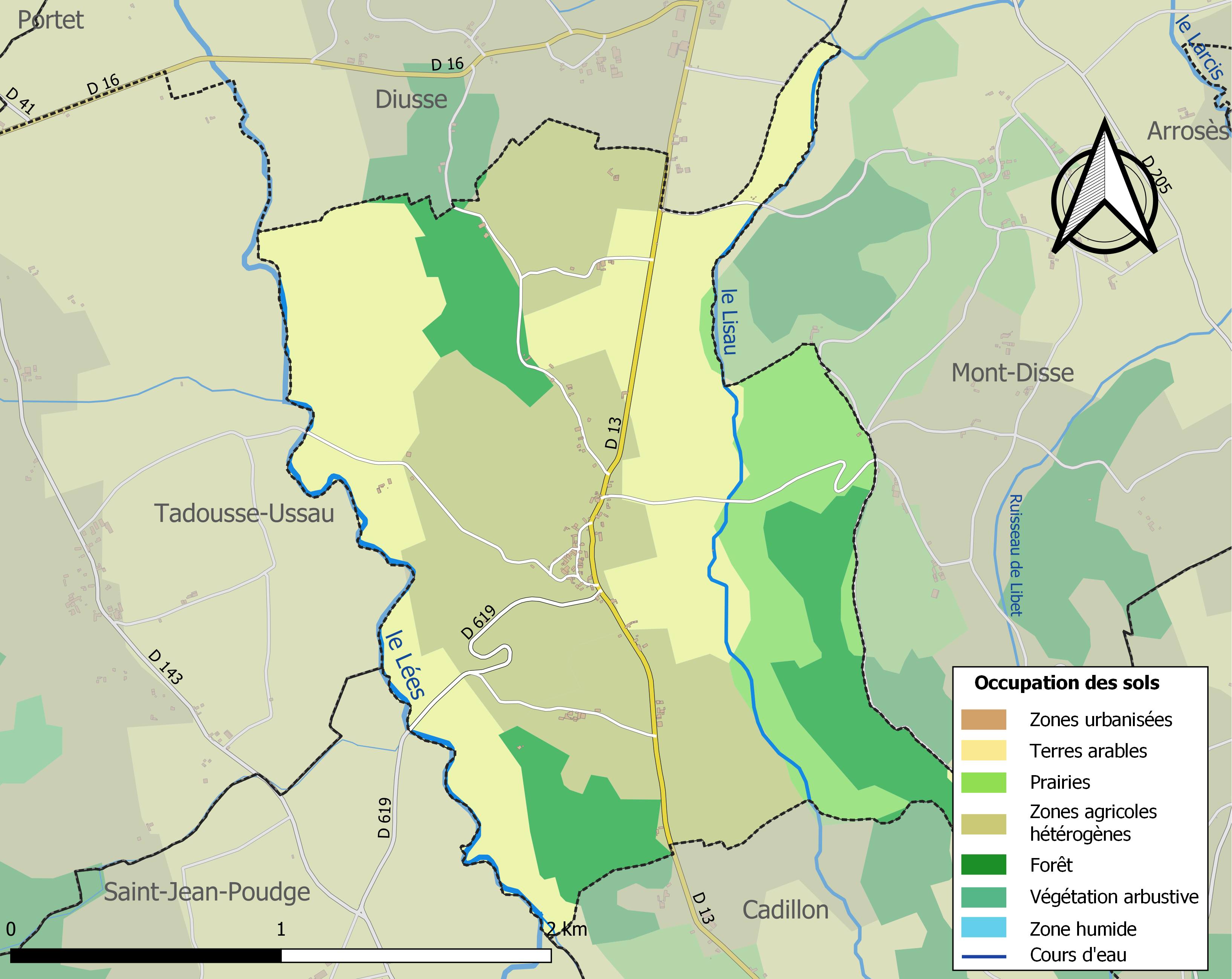
Carte des infrastructures et de l'occupation des sols de la commune en 2018 (CLC).

L'occupation des sols de la commune, telle qu'elle ressort de la base de données européenne d’occupation biophysique des sols Corine Land Cover (CLC), est marquée par l'importance des territoires agricoles (84,1 % en 2018), une proportion sensiblement équivalente à celle de 1990 (83,5 %). La répartition détaillée en 2018 est la suivante : 
zones agricoles hétérogènes (37,5 %), terres arables (35,6 %), forêts (15,9 %), prairies (11 %). L'évolution de l’occupation des sols de la commune et de ses infrastructures peut être observée sur les différentes représentations cartographiques du territoire : la carte de Cassini (XVIIIe siècle), la carte d'état-major (1820-1866) et les cartes ou photos aériennes de l'IGN pour la période actuelle (1950 à aujourd'hui).

### Lieux-dits et hameaux
- Betbeder ;
- Curia ;
- Hourticq ;
- Jouet ;
- Moulin ;
- Quidel

### Voies de communication et transports
La commune est desservie par les routes départementales 13 et 819.

### Risques majeurs
Le territoire de la commune de Conchez-de-Béarn est vulnérable à différents aléas naturels : météorologiques (tempête, orage, neige, grand froid, canicule ou sécheresse), inondations et séisme (sismicité modérée). Il est également exposé à un risque technologique, la rupture d'un barrage. Un site publié par le BRGM permet d'évaluer simplement et rapidement les risques d'un bien localisé soit par son adresse soit par le numéro de sa parcelle.

#### Risques naturels
Certaines parties du territoire communal sont susceptibles d’être affectées par le risque d’inondation par une crue à  débordement lent de cours d'eau, notamment le Léez et le Lisau. La commune a été reconnue en état de catastrophe naturelle au titre des dommages causés par les inondations et coulées de boue survenues en 1982 et 2009,.

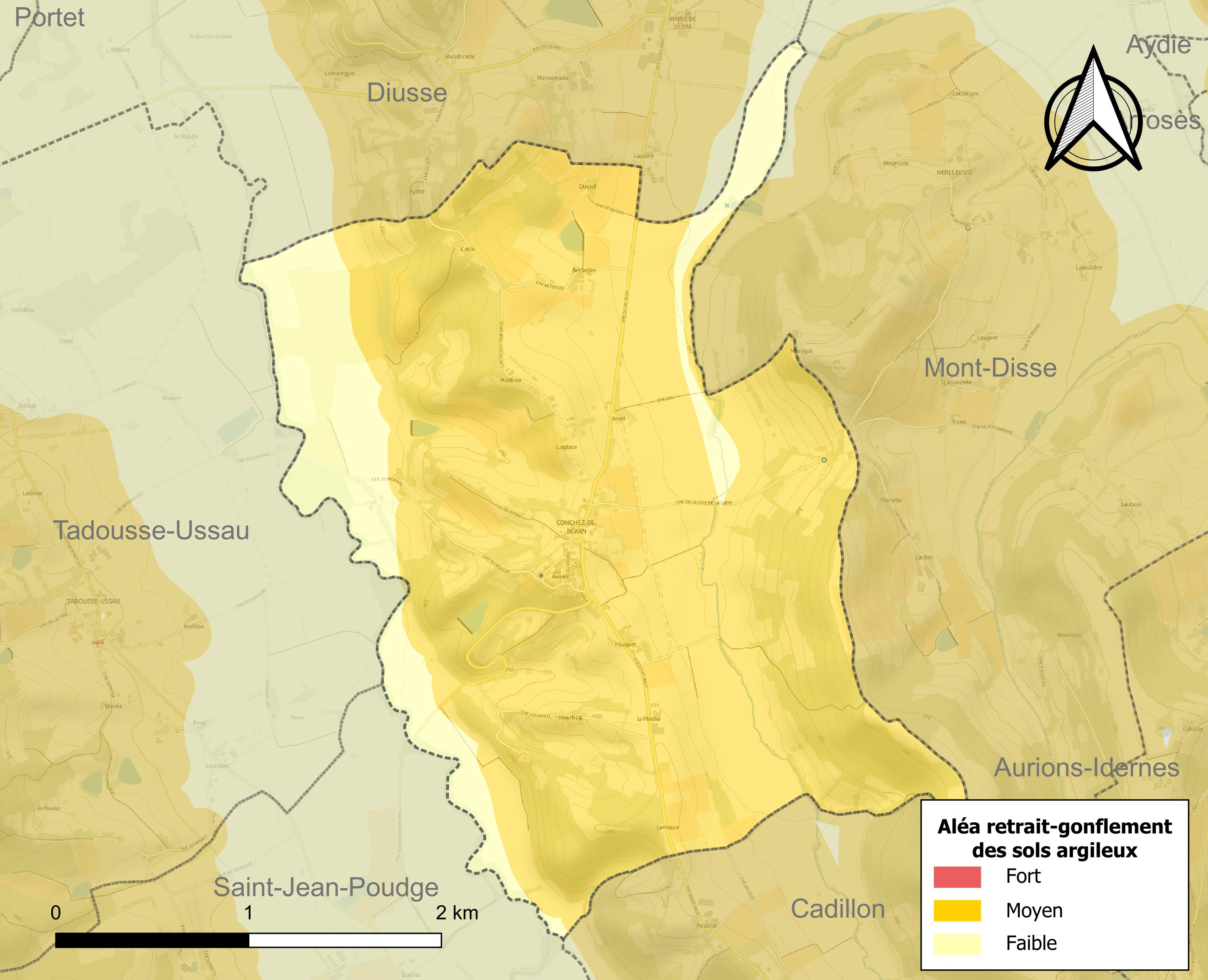
Carte des zones d'aléa retrait-gonflement des sols argileux de Conchez-de-Béarn.

Le retrait-gonflement des sols argileux est susceptible d'engendrer des dommages importants aux bâtiments en cas d’alternance de périodes de sécheresse et de pluie. 84,9 % de la superficie communale est en aléa moyen ou fort (59 % au niveau départemental et 48,5 % au niveau national). Depuis le 1er octobre 2020, en application de la loi ELAN, différentes contraintes s'imposent aux vendeurs, maîtres d'ouvrages ou constructeurs de biens situés dans une zone classée en aléa moyen ou fort,.

#### Risque technologique
La commune est en outre située en aval de barrages de classe A. À ce titre elle est susceptible d’être touchée par l’onde de submersion consécutive à la rupture de cet ouvrage.

## Toponymie
Le toponyme Conchez apparaît sous les formes 
Sanctus Genumer de Concis (Xe siècle, collection Duchesne volume CXIV), 
Conches et Conchies (1402 pour ces deux formes, censier de Béarn).
Son nom béarnais est Conchès ou Counchès.

## Histoire
Paul Raymond note qu'en 1385, Conchez comptait 38 feux et dépendait du bailliage de Lembeye.
En 1790, Conchez fut le chef-lieu d'un canton composé des communes d'Arricau, Arrosès, Aubous, Aurions, Aydie, Burosse-Mendousse, Cadillon, Crouseilles, Diusse, Lasserre, Mont, Portet, Saint-Jean-Poudge, Tadousse-Ussau et Vialer, et dépendant du district de Pau.

## Héraldique
| Blason | Blasonnement : D'or à la fasce de sable chargée de trois poires d'argent. |

## Politique et administration
| Date d'élection                                            | Identité    | Qualité |
| ---------------------------------------------------------- | ----------- | ------- |
| Les données antérieures à 1995 ne sont pas encore connues. |             |         |
| 1995                                                       | Francis Cup |         |
| 2001                                                       | Francis Cup |         |
| 2008                                                       | Francis Cup |         |

### Intercommunalité
Conchez-de-Béarn fait partie de six structures intercommunales :
- la communauté de communes des Luys en Béarn ;
- le SIVU de la voirie de la région de Garlin ;
- le SIVU du Lées et affluents ;
- le syndicat d’énergie des Pyrénées-Atlantiques ;
- le syndicat d'irrigation de la vallée des Lées ;
- le syndicat intercommunal d’alimentation en eau potable Luy - Gabas - Lées.

## Population et société

### Démographie
L'évolution du nombre d'habitants est connue à travers les recensements de la population effectués dans la commune depuis 1793. Pour les communes de moins de 10 000 habitants, une enquête de recensement portant sur toute la population est réalisée tous les cinq ans, les populations de référence des années intermédiaires étant quant à elles estimées par interpolation ou extrapolation. Pour la commune, le premier recensement exhaustif entrant dans le cadre du nouveau dispositif a été réalisé en 2004.

En 2022, la commune comptait 112 habitants, en évolution de −10,4 % par rapport à 2016 (Pyrénées-Atlantiques : +3,78 %, France hors Mayotte : +2,11 %).
| 1793 | 1800 | 1806 | 1821 | 1831 | 1836 | 1841 | 1846 | 1851 |
| ---- | ---- | ---- | ---- | ---- | ---- | ---- | ---- | ---- |
| 307  | 402  | 438  | 431  | 461  | 461  | 551  | 522  | 421  |

| 1856 | 1861 | 1866 | 1872 | 1876 | 1881 | 1886 | 1891 | 1896 |
| ---- | ---- | ---- | ---- | ---- | ---- | ---- | ---- | ---- |
| 390  | 362  | 362  | 349  | 326  | 309  | 290  | 260  | 250  |

| 1901 | 1906 | 1911 | 1921 | 1926 | 1931 | 1936 | 1946 | 1954 |
| ---- | ---- | ---- | ---- | ---- | ---- | ---- | ---- | ---- |
| 222  | 196  | 202  | 153  | 179  | 171  | 171  | 155  | 139  |

| 1962 | 1968 | 1975 | 1982 | 1990 | 1999 | 2004 | 2006 | 2009 |
| ---- | ---- | ---- | ---- | ---- | ---- | ---- | ---- | ---- |
| 155  | 127  | 113  | 109  | 116  | 121  | 110  | 103  | 120  |

| 2014 | 2019 | 2022 | - | - | - | - | - | - |
| ---- | ---- | ---- | - | - | - | - | - | - |
| 124  | 111  | 112  | - | - | - | - | - | - |

## Économie
La commune fait partie des zones d'appellation d'origine contrôlée (AOC) du madiran, du pacherenc-du-vic-bilh et du béarn.

## Culture locale et patrimoine

### Patrimoine civil
Les vestiges d'un village (castelnau) des XIIe et XIIIe siècles sont visibles dans la commune (fossé, motte, basse-cour).
Conchez-de-Béarn possède un ensemble de maisons et de fermes datant des XVIe siècle, XVIIe siècle, XVIIIe et XIXe siècles.
On peut également découvrir les vestiges d'un moulin, mentionné sur la carte de Cassini et existant au XVIe siècle.

### Patrimoine religieux
L'existence de l'église Saint-Germain-d'Auxerre est attestée depuis la fin du Xe siècle. L'église actuelle date de 1770. Elle recèle du mobilier, des tableaux, des statues et des objets inscrits à l'inventaire général du patrimoine culturel.